# Klassifikationsalgoritme
En klassifikationsalgoritme er en algoritme, der benyttes til at klassificere en dataprøve til en klasse i blandt et givent antal klasser.

## Eksempler på klassifikationsalgoritmer
- Multilayer perceptron
- Naiv Bayes klassifikator
- k-nærmeste naboer

| Matematik | Spire Denne artikel om matematik er en spire som bør udbygges. Du er velkommen til at hjælpe Wikipedia ved at udvide den. |